# آوریل ۲۰۱۲
آوریل ۲۰۱۲، یکی از ماه‌های ۲۰۱۲ (میلادی) است.
آغاز آن، روز یکشنبه برابر با ۱۳ فروردین ۱۳۹۱ خورشیدی.

مطابق با ۹ جمادی‌الاول ۱۴۳۳ قمری می‌باشد.

## ۴ آوریل۲۰۱۲
- ایران محل مذاکرات خود با ۱+۵ را عوض کرد

## ۱۴ آوریل۲۰۱۲
- چاوز: قول می‌دهم در انتخابات ریاست جمهوری اکتبر رقبایم را «ناک-اوت» (knock-out، «ضربه‌فنی») کنم. رویترز

## ۱۷ آوریل۲۰۱۲
این قطعنامه با کسب ۱۳۷ رای موافق، ۱۲ رای مخالف و ۱۷ رای ممتنع به تصویب رسید از جمله کشورهایی که به این قطعنامه رای منفی دادند می‌توان به ایران، چین، روسیه، ونزوئلا و کره شمالی اشاره کرد. در این قطعنامه از بشار اسد خواسته شده مطابق با طرح پیشنهادی اتحادیه عرب ظرف مدت دو هفته از قدرت کناره‌گیری کند. ویکی‌خبر
 •  بر اثر برخورد دو دستگاه اتوبوس در ایالت بائوچی نیجریه ۳۲ نفر سرنشین هر دو خودرو جان باختند. ویکی‌خبر
 •  مرکز لرزه نگاری موسسهٔ ژئوفیزیک دانشگاه تهران اعلام کرد صبح امروز مقارن ساعت ۷:۱۹:۲۰ زمین لرزه‌ای به بزرگی ۳٫۵ ریشتر حوالی دماوند در استان تهران را لرزانده‌است.

## پیوندهای روزانه
- درگاه: وقایع کنونی/وقایع ۴ آوریل ۲۰۱۲
- درگاه: وقایع کنونی/وقایع ۱۱ آوریل ۲۰۱۲
- درگاه: وقایع کنونی/وقایع ۱۴ آوریل ۲۰۱۲
- درگاه: وقایع کنونی/وقایع ۱۸ آوریل ۲۰۱۲
- درگاه: وقایع کنونی/وقایع ۲۰ آوریل ۲۰۱۲